# Cymbacha
Cymbacha is een geslacht van spinnen uit de  familie van de Thomisidae (krabspinnen).

## Soorten
- Cymbacha cerea L. Koch, 1876
- Cymbacha festiva L. Koch, 1874
- Cymbacha ocellata L. Koch, 1874
- Cymbacha saucia L. Koch, 1874
- Cymbacha setosa L. Koch, 1874
- Cymbacha similis L. Koch, 1876
- Cymbacha simplex Simon, 1895
- Cymbacha striatipes L. Koch, 1876